# کفال فالکلند
کفال فالکلند (نام علمی: Eleginops maclovinus) نام یک گونه از تیره یخ‌ماهیان روغنی است.